# Henri XV de Bavière
Henri XV (28 août 1312 – 18 juin 1333), dit « de Natternberg » (der Natternberger), est un duc de Basse-Bavière de la Maison de Wittelsbach. Fils d'Othon III, il règne de 1312 à sa mort à partir de Deggendorf, conjointement avec ses cousins Henri XIV et Othon IV. Il meurt sans descendance de son union avec Anne de Habsbourg la fille de Frédéric le Bel.